# Maison Descours
La Maison Descours est un édifice roman du XIIe siècle, situé à Cluny, en France.

## Généralités
La maison est située au 12 rue d'Avril, à Cluny, en Saône-et-Loire, en région Bourgogne-Franche-Comté, en France.

## Historique
La maison est datée du XIIe siècle.
Elle est classée au titre des monuments historiques par décret du 26 novembre 1918.

## Description
La particularité de la maison est de posséder sur sa façade deux arcades obstruées et baies géminées à colonnettes datées du XIIe siècle. Ces arcades seraient les vestiges de claire-voies, assez répandues dans les maisons romanes de Cluny.

## Galerie

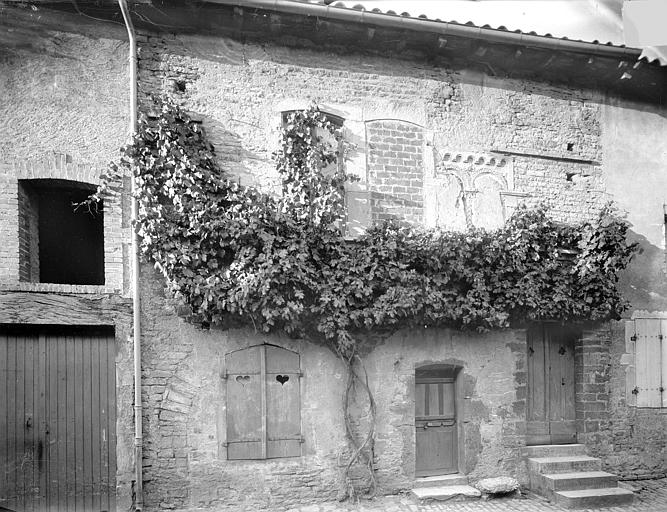
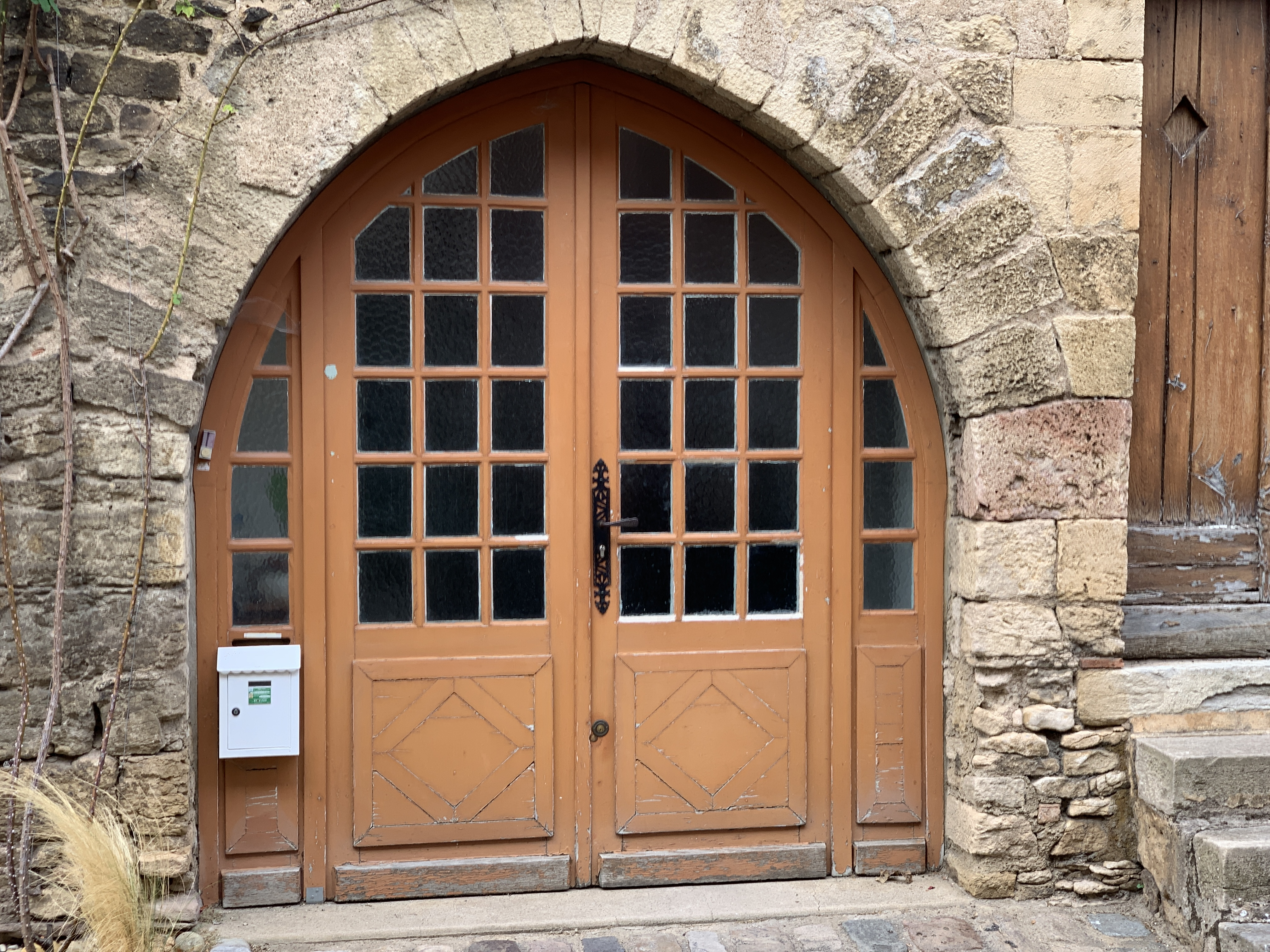
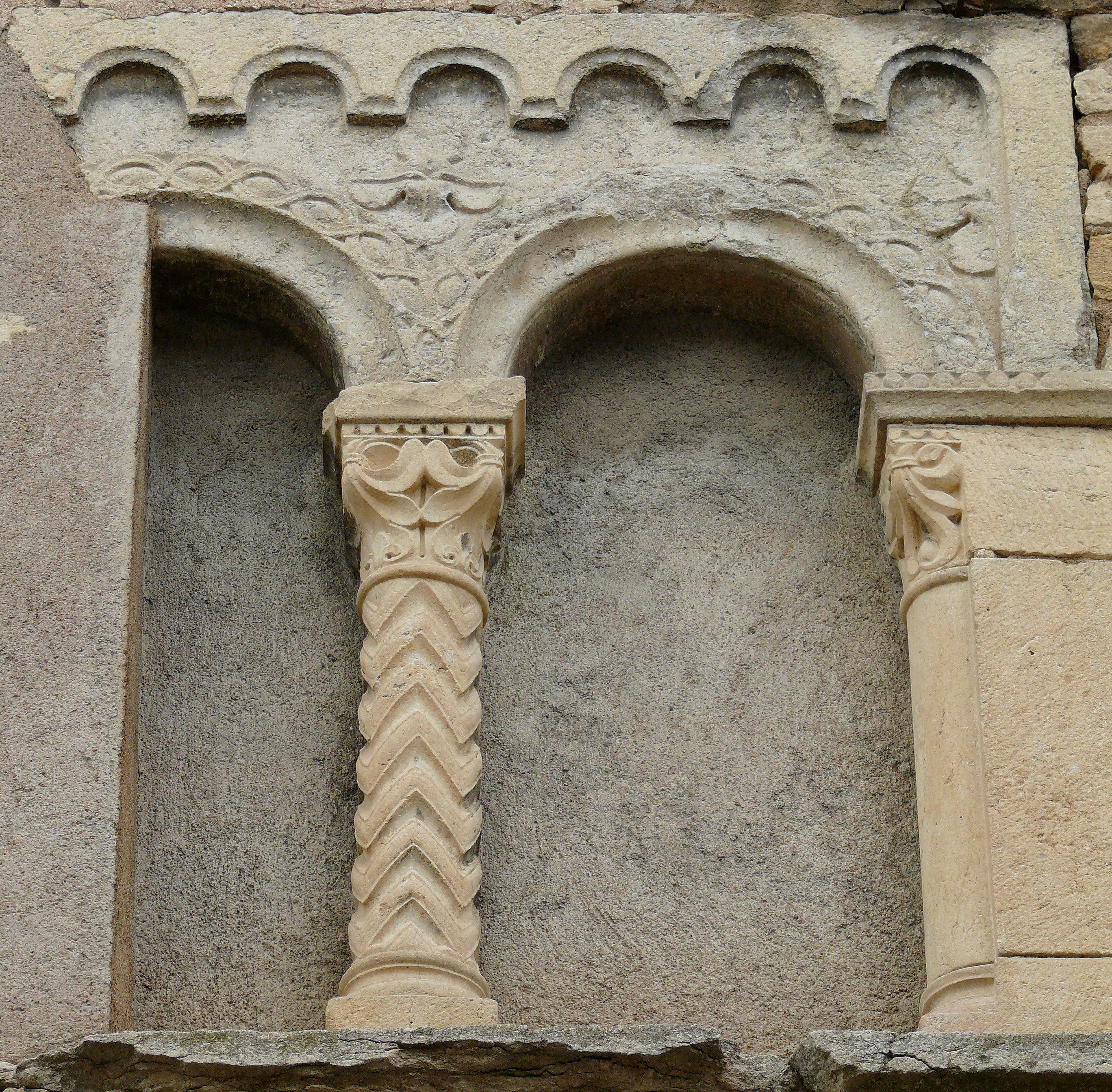